# Sutume Kebede
Sutume Asefa Kebede (11 december 1994) is een Ethiopische atlete, die gespecialiseerd is in lange afstanden. Ze is de houdster van de beste wereldprestatie in een wedstrijd over 25 km, over die afstand is er geen officieel wereldrecord. In 2024 won Kebede de marathon van Tokio.

## Persoonlijke records
| Afstand        | Tijd          | Datum            | Plaats   |
| -------------- | ------------- | ---------------- | -------- |
| 10 km          | 31.11         | 11 oktober 2015  | Berlijn  |
| halve marathon | 1:04.37       | 14 januari 2024  | Houston  |
| 25 km          | 1:18.47 (WBP) | 17 december 2023 | Calcutta |
| marathon       | 2:15.55       | 3 maart 2024     | Tokio    |

## Palmares

### 10.000 m
- 2021:  Ethiopisch Kampioenschap in Addis Abeba - 33:12.1

### 10 km
- 2015:  Paderborner Osterlauf - 31.49
- 2015:  Grand 10 Berlijn - 31.11
- 2021: 10e Great Ethiopian Run - 33.41

### 20 km
- 2015:  20 km van Lausanne - 1:06.49

### Halve marathon
- 2013: 13e Halve marathon van Göteborg - 1:22.14
- 2015:  Halve marathon van Kopenhagen - 1:08.47
- 2016: 6e Halve marathon van Bogota - 1:18.03
- 2017:  Halve marathon van Yangzhou - 1:10.30
- 2017:  Halve marathon van Karlovy Vary - 1:08.40
- 2018:  Halve marathon van Milaan - 1:07.54
- 2018: 4e Halve marathon van Göteborg - 1:10.53
- 2019: 9e Halve marathon van Kopenhagen - 1:09.05
- 2024:  Halve marathon van Houston - 1:04.37

### 25 km
- 2015:  25 km van Berlijn - 1:21.55
- 2023:  25 km van Calcutta - 1:18.47

### Marathon
- 2016: 4e marathon van Dubai - 2:24.00
- 2016:  marathon van Rotterdam - 2:28.04
- 2017:  marathon van Toronto - 2:29.26
- 2018: 7e marathon van Ljubljana - 2:29.45
- 2019:  marathon van Peking - 2:23.31
- 2020:  marathon van Tokio - 2:20.30
- 2021: 23e Boston marathon - 2:32.45
- 2022:  marathon van Seoel - 2:18.12
- 2022: 8e marathon van Londen - 2:20.44
- 2023: 15e Chicago marathon - 2:26.49
- 2024:  marathon van Tokio - 2:15.55